# 1930–1945 nella moda occidentale

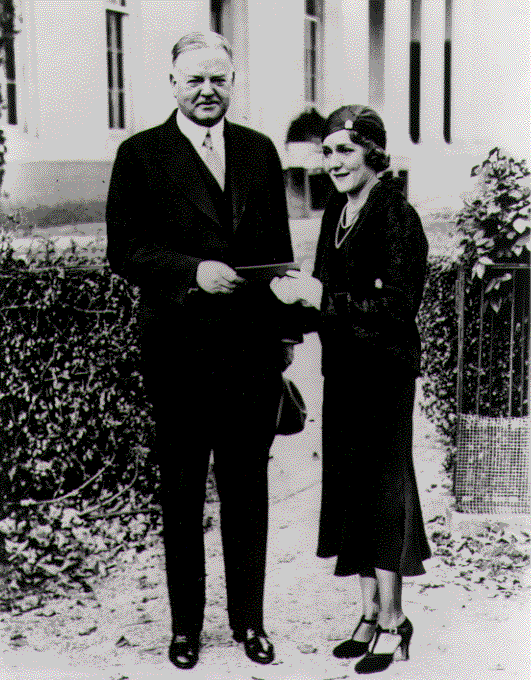
L'attrice Mary Pickford con il presidente Herbert Hoover, 1931

La tendenza più caratteristica della moda nordamericana dagli anni '30 al 1945 era l'attenzione verso le spalle, con uso di maniche a farfalla e maniche a banjo, oltre a spalline esagerate sia per gli uomini che per le donne negli anni '40. In questo periodo si assistette anche al primo impiego diffuso di fibre sintetiche, in particolare di rayon per gli abiti e di viscosa per fodere e lingerie, nonché di calze sintetiche in nylon . La cerniera lampo divenne di uso comune. Questi sviluppi, essenzialmente statunitensi, trovarono eco, in diversa misura, in Gran Bretagna e in Europa. L'abbronzatura (chiamata all'epoca "scottatura") divenne di moda nei primi anni '30, insieme ai viaggi nei resort del Mediterraneo, delle Bahamas e della costa orientale della Florida dove era possibile abbronzarsi, dando vita a nuove categorie di vestiti: smoking bianchi per gli uomini e pigiami da spiaggia, top con scollo all'americana e pancia scoperta per le donne.
Tra i trendsetter della moda di quel periodo figurano Edoardo VIII e la sua compagna Wallis Simpson, personaggi dell'alta società come Nicolas de Gunzburg, Daisy Fellowes e Mona von Bismarck e star del cinema di Hollywood come Fred Astaire, Carole Lombard e Joan Crawford.